# Герінген (Тюрингія)
Герінген (нім. Heringen) — місто в Німеччині, розташоване в землі Тюрингія. Входить до складу району Нордгаузен. Складова частина об'єднання громад вікітабле-відт=500.
Площа — 66,73 км2. Населення становить 4659 ос. (станом на 31 грудня 2021).

## Галерея

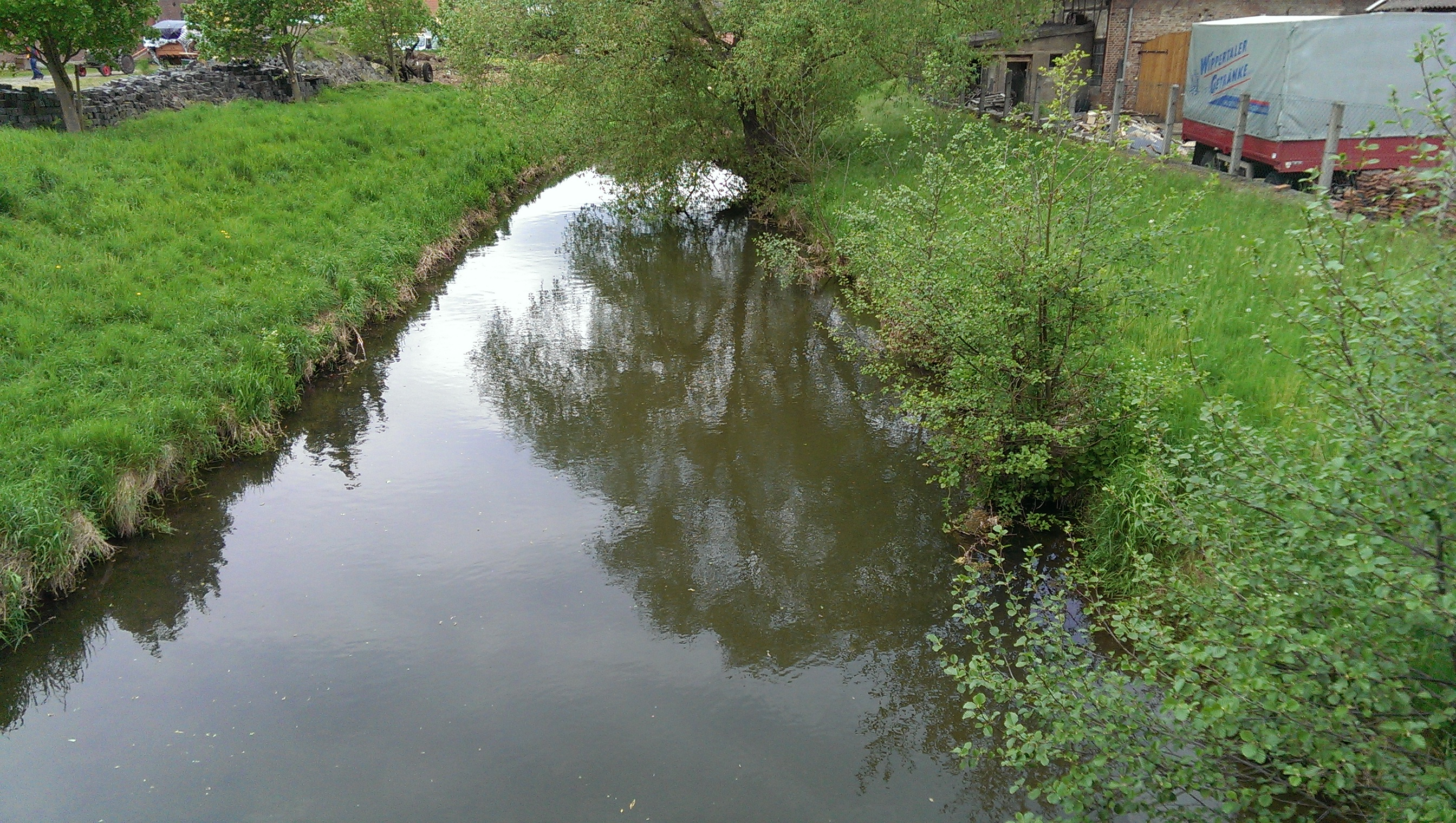
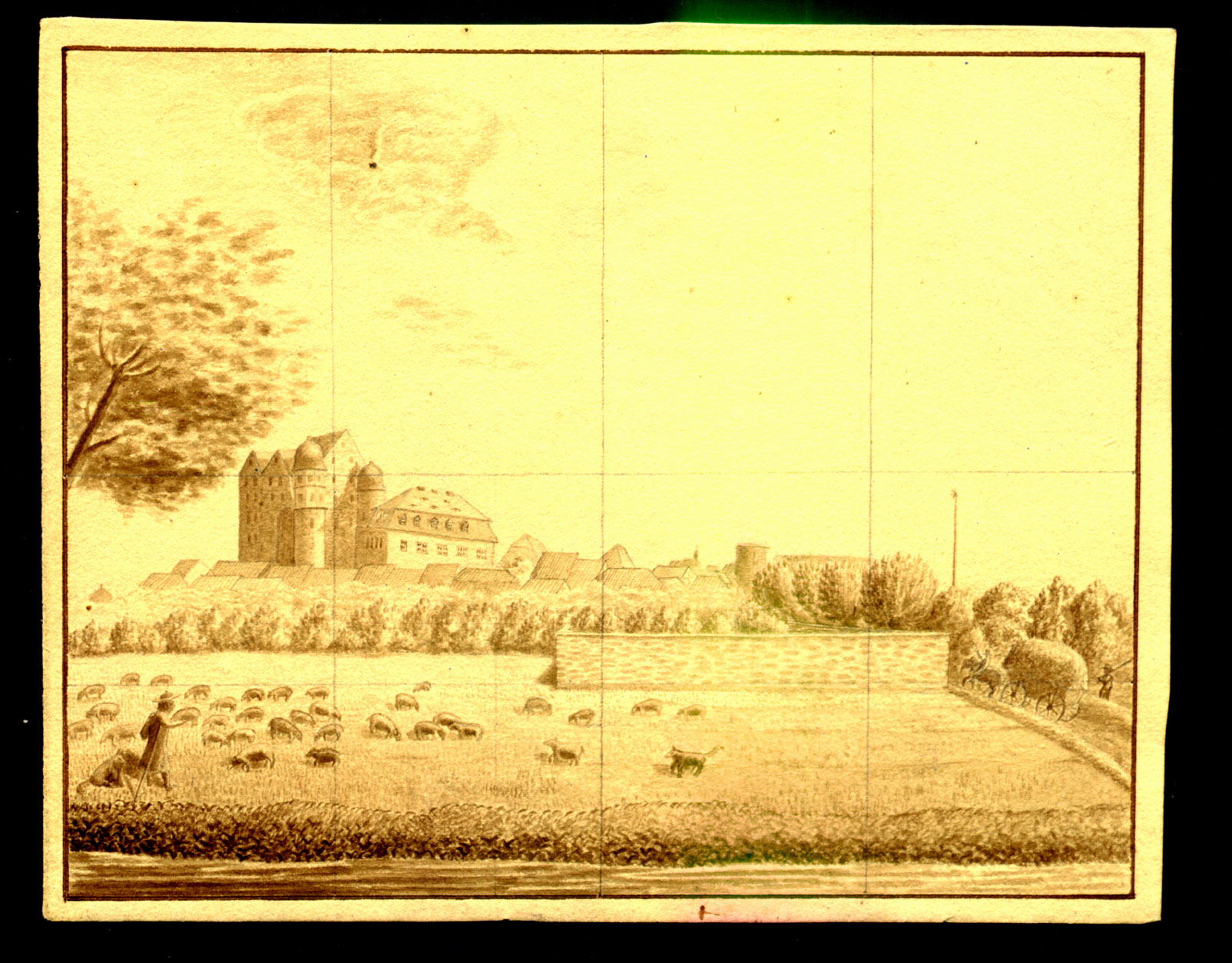
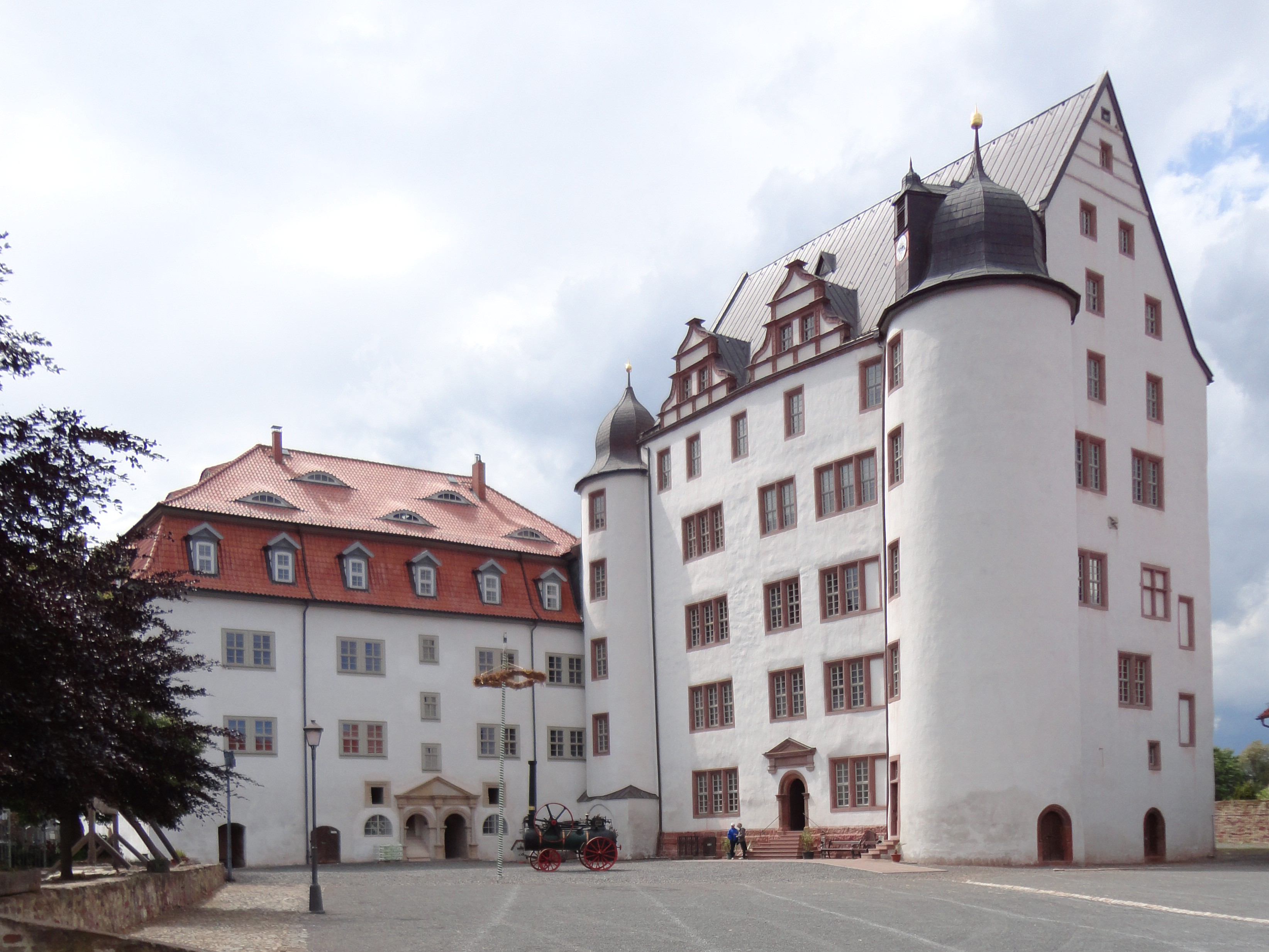
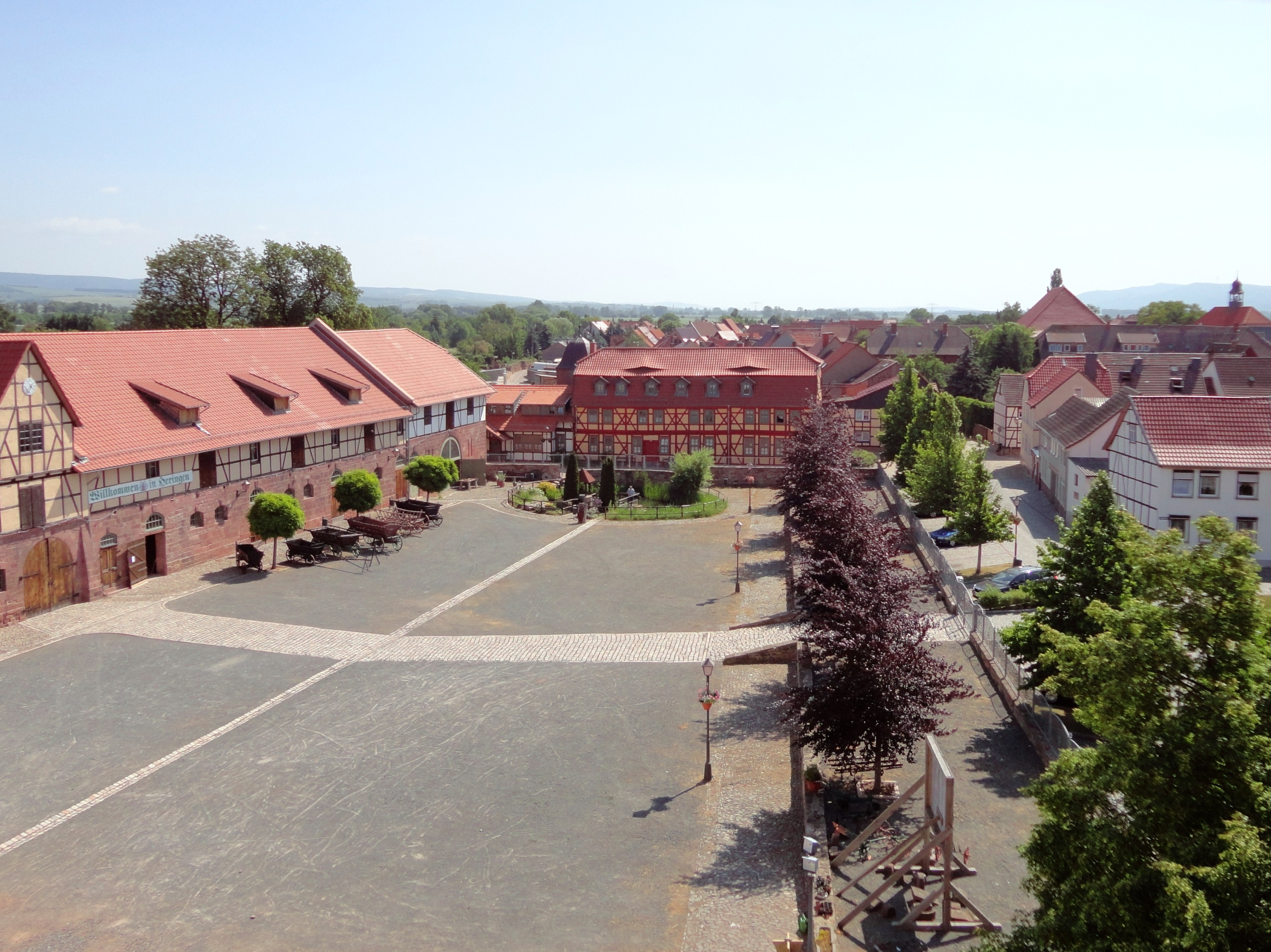
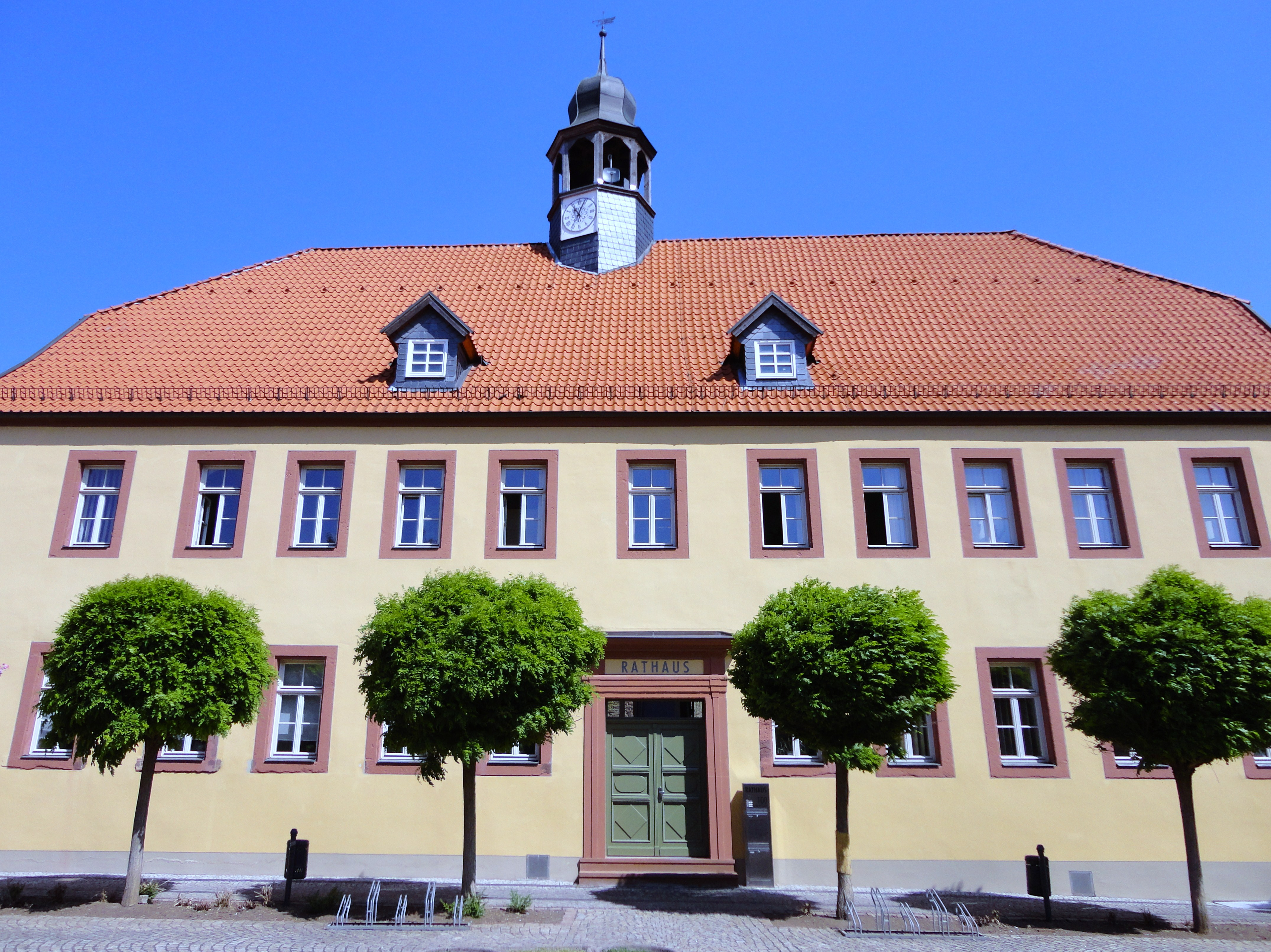
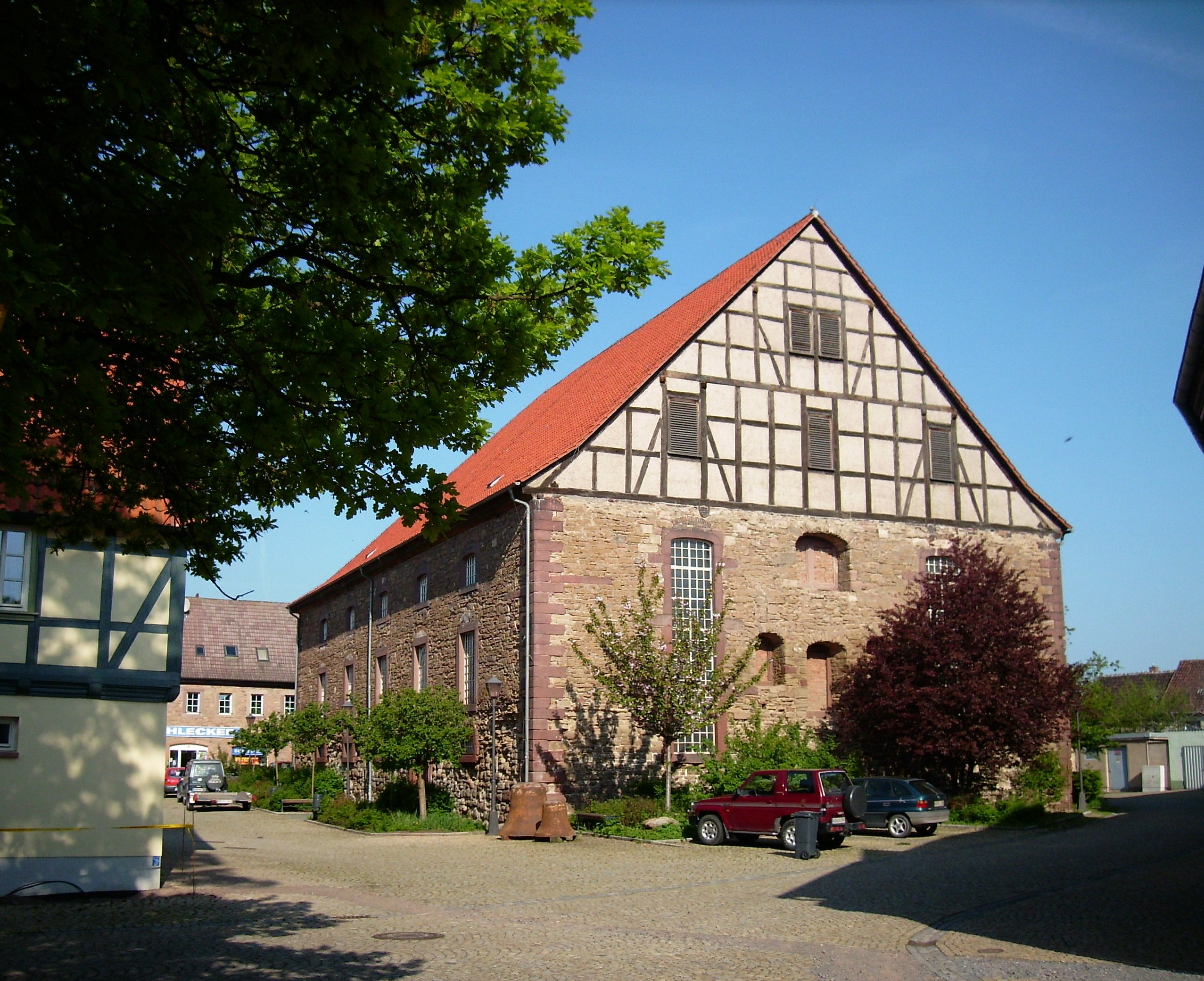